# Western (ligne orange du métro de Chicago)
Pour les articles homonymes, voir Western (homonymie).
Ne doit pas être confondu avec Western (ligne bleue sud du métro de Chicago), Western (ligne bleue nord du métro de Chicago), Western (ligne rose du métro de Chicago) ou Western (ligne brune du métro de Chicago).
Western est une station aérienne de la ligne orange du métro de Chicago située au croisement de Western Avenue et de 49th Street. La station se trouve dans le quartier de Brighton Park.

## Description
La station qui a ouvert ses portes le 31 octobre 1993 est assez similaire aux autres stations de la Midway Branch; un style épuré, très fonctionnel développé sur le modèle de celles de la Dan Ryan Branch tout en tenant compte que contrairement à cette dernière les stations de la ligne orange sont aériennes et non-situées au milieu d’une autoroute. Elle est composée d’un quai central donnant sur l’entrée et est équipée d’escalators et d’ascenseurs afin d’être accessible aux personnes à mobilité réduite. 
Western contient également un grand parking de dissuasion pour 200 véhicules. 
1.045.505 passagers y ont transité en 2008.

## Les correspondances avec lebus
Avec les bus de la Chicago Transit Authority :
- #48 South Damen
- #49 Western (Owl Service - service de nuit)
- #X49 Western Express
- #94 South California
- #67 Kimble/Homan Express

## Dessertes
| Nord/Ouest            |  |              |  | Sud/Est                                |
| --------------------- |  | ------------ |  | -------------------------------------- |
| Kedzie vers Midway    |  | ligne orange |  | 35th/Archer vers Midway via Clark/Lake |
| modifier sur Wikidata |  |              |  |                                        |